# Tienet
Tienet (em árabe: تيانت) é uma cidade e comuna localizada na província de Tremecém, no noroeste da Argélia. Em 2008, sua população era de 4 493 habitantes.